# Julius Hoelder

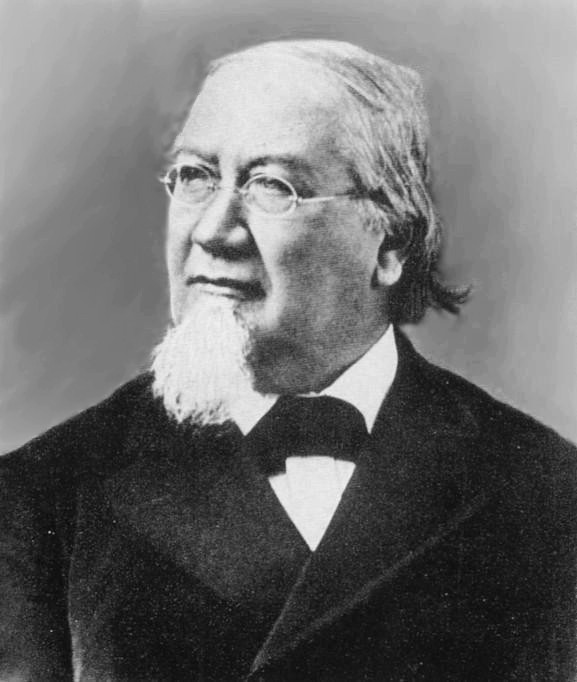
Julius von Hölder

Julius Hölder, auch Hoelder und ab 1876 von Hölder (* 24. März 1819 in Stuttgart; † 30. August 1887 ebenda), war ein deutscher Jurist und Politiker.

## Beruf
Julius Hölder studierte von 1837 bis 1841 Jura in Tübingen und wurde 1837 Mitglied der Burschenschaft Germania Tübingen. Im Jahre 1841 trat er in den württembergischen Staatsdienst ein, den er 1853 aus politischen Gründen verließ, um sich als Rechtsanwalt in seiner Heimatstadt Stuttgart zu betätigen. Dort war er auch Mitglied und später Direktor der württembergischen Rentenanstalt.

## Politik
Hölders politische Wurzeln lagen in der 1848er-Bewegung. In den Jahren 1849 bis 1850 nahm Hölder zum ersten Mal einen Sitz in der Zweiten Kammer des württembergischen Landtags ein. Von 1856 bis 1881 saß Hölder zum zweiten Mal ununterbrochen in der Zweiten Kammer des Landtags, deren Präsident er ab 1875 war. Zunächst war Hölder Integrationsfigur und Organisator der liberalen Fortschrittspartei. In der Zeit der Kriege um die deutsche Führungsrolle (1864–1866) entschied er sich für Preußen und damit für die Kleindeutsche Lösung. Er war in diesen beiden Jahren wesentlicher Mitbegründer und dann langjähriger Vorsitzender der nationalliberalen Deutschen Partei in Württemberg (1866–1875) und befürwortete im Gegensatz zur linksliberalen Volkspartei 1870 vehement den Beitritt Württembergs zum Deutschen Kaiserreich unter preußischer Führung. Von 1871 bis 1881 war er Mitglied des Reichstags und vertrat dort von 1871 bis 1874 den Wahlkreis Württemberg 10 (Gmünd, Göppingen, Welzheim, Schorndorf). 1875 wurde er in einer Ersatzwahl im Wahlkreis Württemberg 1 (Stuttgart) gewählt. Diesen Wahlkreis vertrat er bis 1881. 1879 trat er aus der Fraktion der Nationalliberalen Partei aus, war zunächst fraktionslos und schloss sich 1880 der Liberalen Gruppe an.

## Minister
Von 1881 bis zu seinem Tod im Jahre 1887 war Hölder Innenminister in der Regierung Mittnacht. Sein offizieller Titel lautete Staatsminister im Departement des Inneren.

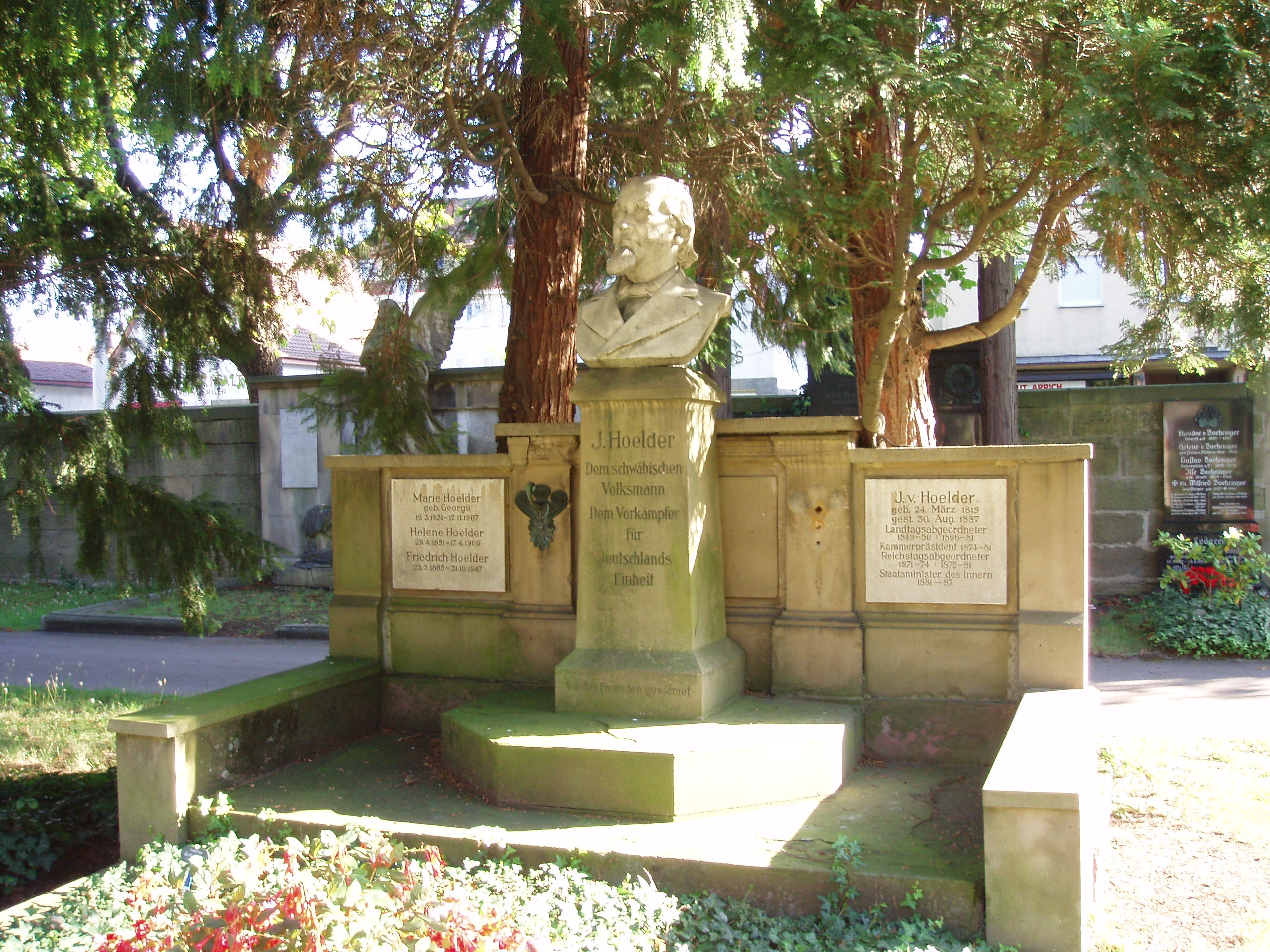
Grab Hoelders auf dem Pragfriedhof Stuttgart

## Familie
Hölder war der Sohn des Direktors im württembergischen Kriegsministerium, Eberhard Ludwig Hölder (1788–1861) und der Luise Hölder geb. Mittler (1799–1872) und hatte vier Geschwister. Ab 1850 war er mit Marie Georgii (1831–1907) verheiratet, mit der er acht Kinder bekam. Hölder gehörte der evangelischen Kirche an und wurde auf dem Pragfriedhof bestattet. Sein Grab ziert eine Büste, welche die Inschrift trägt „Dem schwäbischen Volksmann. Dem Vorkämpfer für Deutschlands Einheit“.

## Nobilitierung
1876 wurde Julius von Hölder mit dem Kommenturkreuz des Ordens der württembergischen Krone ausgezeichnet, welches mit dem persönlichen Adelstitel verbunden war.